# ヴァレンス・テファレ
ヴァレンス・テファレ（Valynce Te Whare、2000年9月15日 - ）は、ニュージーランド出身で、ジャパンラグビーリーグワンの静岡ブルーレヴズに所属するラグビーユニオン選手。2023年はラグビーリーグで活動していた。

## 経歴
ニュージーランド北島、ワイカト生まれ。マオリの血統を持つ。St. Paul's Collegiate School（高校）卒業。
2019年から2020年まで、ナショナル・プロヴィンシャル・チャンピオンシップのワイカトに所属。
2021年、ニュージーランドのキングカントリーラグビーフットボールユニオンで活動した。
2021年12月、ラグビーリーグ(13人制ラグビー)に転向し、オーストラリアのナショナルラグビーリーグのチームであるドルフィンズと契約。2023年に12試合出場した。
2024年12月16日、ジャパンラグビーリーグワンの静岡ブルーレヴズへの入団を発表した。同月21日に行われたJAPAN RUGBY LEAGUE ONE第1節カンファレンスA神戸スティーラーズ戦にて途中出場でリーグワン公式戦初出場を果たして、デビュー戦でトライをあげた。

## 受賞歴

### ジャパンラグビーリーグワン
- 2024-25 リーグワン ベストフィフティーン (WTB)